# Kalanchoe rotundifolia
Kalanchoe rotundifolia ist eine Pflanzenart der Gattung Kalanchoe in der Familie der Dickblattgewächse (Crassulaceae).

## Beschreibung

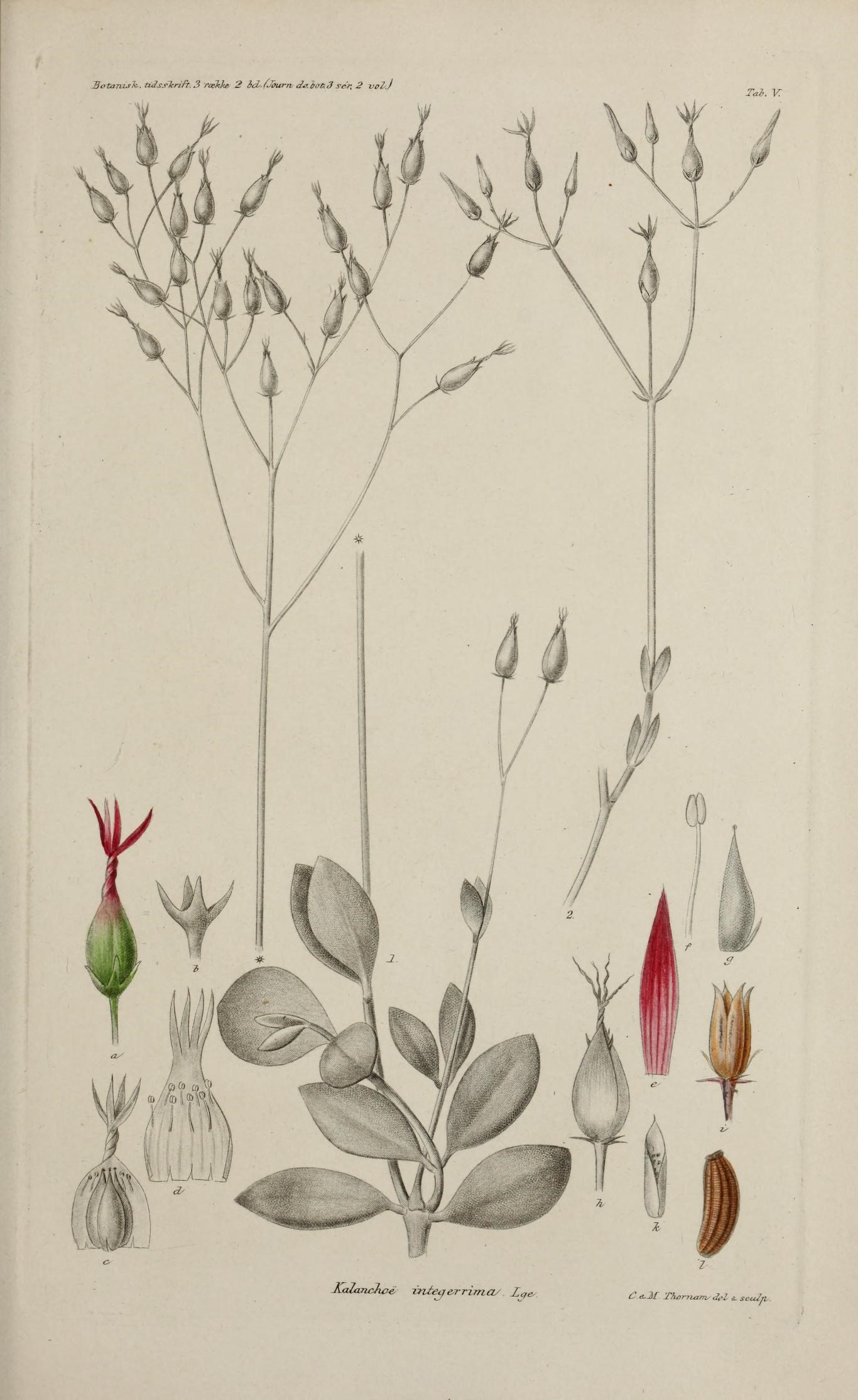
Illustration aus Botanisk tidsskrift

### Vegetative Merkmale
Kalanchoe rotundifolia ist eine ausdauernde, gelegentlich einjährige Pflanze, die Wuchshöhen von 20 bis 200 Zentimetern erreicht. Die oberirdischen Pflanzenteile sind vollständig kahl und bereift. Ihre in der Regel einfachen, stielrunden Sprossachsen sind aufrecht oder basal niederliegend.
Die Laubblätter sind gestielt bis sitzend. Der fast zylindrische Blattstiel ist bis zu 1,2 Zentimeter lang und leicht von der Sprossachse ablösbar. Die blassgrüne oder blaugrüne Blattspreite ist bei einer Länge von 1 bis 8,5 Zentimetern sowie einer Breite von 0,5 bis 5,5 Zentimetern länglich, lanzettlich, elliptisch, spatelförmig oder dreieckig mit keilförmiger Basis und zugespitztem bis gerundetem oberen Ende. Der Blattrand ist ganzrandig, buchtig, gezähnt, gekerbt oder mehr oder weniger tief dreilappig.

### Generative Merkmale
Der wenigblütige Blütenstand sind ebensträußige oder rispige zymöser Blütenstand von 2 bis 40 Zentimeter Länge. Die aufrechten Blüten stehen an 2 bis 8 Millimeter langen Blütenstielen.
Die zwittrige Blüte ist radiärsymmetrisch mit doppelter Blütenhülle. Ihre Kelchröhre ist 0,1 bis 1 Millimeter lang. Die Kelchzipfel sind bei einer Länge von 0,5 bis 2 Millimetern sowie einer Breite von 1 Millimetern lanzettlich oder dreieckig mit zugespitztem oberen Ende. Die tiefrote bis orangefarbene Blütenkrone ist im unteren Teil gelblich bis grünlich. Die urnenförmige, im unteren Teil kugelförmige Kronröhre ist 6 bis 10 Millimeter lang. Ihre lanzettlichen oder elliptischen, stark zugespitzten, ausgebreiteten Kronzipfel weisen eine Länge von 2,5 bis 5 Millimeter auf und sind 1 bis 2,5 Millimeter breit. Die Staubblätter sind oberhalb der Mitte der Kronröhre angeheftet und ragen nicht aus der Blüte heraus. Die länglichen Staubbeutel sind 0,3 bis 0,8 Millimeter lang. Die linealischen Nektarschüppchen weisen eine Länge von 1 bis 3,5 Millimeter auf. Das linealisch-lanzettliche Fruchtblatt weist eine Länge von 4 bis 7 Millimeter auf. Der Griffel ist 0,3 bis 1 Millimeter lang. 
Die Samen sind bei einer Länge von 0,6 bis 1 Millimetern verkehrt-eiförmig.
Die Chromosomenzahl beträgt 2n = 34.

## Verbreitung
Kalanchoe rotundifolia ist in Afrika weit verbreitet.

## Taxonomie
Die Erstbeschreibung erfolgte 1824 unter dem Namen (Basionym)  Crassula rotundifolia durch Adrian Hardy Haworth in Philosophical Magazine, Band 64, 1824, S. 188. Ein Jahr später stellte Haworth diese Art unter dem Namen Kalanchoe rotundifolia in die Gattung Kalanchoe.

## Nachweise